# Zhang Yangyang
Zhang Yangyang (xinès: 张杨杨)  (Siping, 20 de febrer de 1989) és una remadora xinesa, ja retirada, que va competir durant les dècades del 2000 i 2010.
El 2008 va prendre part en els Jocs Olímpics d'Estiu de Pequín, on va guanyar la medalla d'or en la prova del quàdruple scull del programa de rem. Va formar equip amb Xi Aihua, Jin Ziwei i Tang Bin.